# He Was Cool
He Was Cool (en hangul, 그 놈은 멋있었다; romanización revisada, Geunomeun meoshisseotda; lit. "That Guy was Cool") es una película surcoreana basada en la novela de internet del mismo nombre escrita por Guiyeoni. Se estrenó en cines surcoreanos el 23 de julio de 2004.

## Sinopsis
La historia sobre una alegre estudiante de secundaria llamada Han Ye-won (Jung Da-bin). Es una dulce, torpe y cálida chica. Por otro lado está Ji Eun-sung (Song Seung-heon), un estudiante de una escuela de formación profesional y conocido matón. Él es malhumorado y grosero pero en lo profundo anhela ser amado.

## Elenco
- Song Seung-heon como Ji Eun-sung.
- Jung Da-bin como Han Ye-won.
- Lee Ki woo como Kim Han-sung.
- Lee Min-hyuk como Kim Seung-pyo.
- Jeong Jun-ha como maestro de aula.
- Park Yoon-bae como acosador.
- Park No-shik como vendedor.
- Ahn Hae-soo como Lee Kyung-won.
- Kim Young-hoon como Kim Hyun-sung.
- Kim Bo-yeon como madre de Ye-won.
- Kim Kap-soo como el padre de Ye-won.
- Kim Ji-hye, como Kim Hyo-bin.
- Moon Seo-yeon como maestra de jardín de infantes.
- Jung Woo como Bba-Park Yi.
- Lee Jin sung como Han Seung-pyo.